# Сірмапосі (Шинерпосинське сільське поселення)
Сирмапо́сі (рос. Сирмапоси, чув. Çырмапуç) — присілок у складі Чебоксарського району Чувашії, Росія. Входить до складу Шинерпосинського сільського поселення.
Населення — 78 осіб (2010; 75 у 2002).
Національний склад:
- чуваші — 96 %